# Christiaan van Saksen-Eisenberg
Christiaan van Saksen-Eisenberg (Gotha, 6 januari 1653 - Eisenberg, 28 april 1707) was van 1575 samen met zijn zes broers hertog van Saksen-Gotha en na de verdeling van Saksen-Gotha in 1680 tot aan zijn dood de enige hertog van Saksen-Eisenberg. Hij behoorde tot de Ernestijnse linie van het huis Wettin.

## Levensloop
Christiaan was de vijfde zoon van hertog Ernst I van Saksen-Gotha en diens echtgenote Elisabeth Sophia, dochter van hertog Johan Filips van Saksen-Altenburg. Al op jonge leeftijd had hij een grote interesse voor geschiedenis en kunst. Hij kreeg zijn opleiding aan de Universiteit van Straatsburg, waarna hij samen met zijn broers Bernhard I en Hendrik van Saksen-Römhild op grand tour ging doorheen het Oude Eedgenootschap, de Republiek der Zeven Verenigde Nederlanden, Savoye, Frankrijk en Italië.
Na het overlijden van zijn vader in 1675 regeerde Christiaan samen met zijn zes broers over Saksen-Gotha. In 1677 ging hij resideren in Eisenberg, waar hij het uitgebreide en naar hem vernoemde Slot Christiansburg ging betrekken. Na de dood van zijn eerste echtgenote liet hij de Slotkerk van Eisenberg bouwen. Ook breidde hij het slot uit met een tuin en liet hij in 1683 een klein theater aanleggen. In 1680 verdeelden Christiaan en zijn broers Saksen-Gotha-Altenburg, waarbij hij het hertogdom Saksen-Eisenberg kreeg. 
De pronkzuchtige hofhouding van Christiaan zorgde al snel voor een hoge schuldenberg in Saksen-Eisenberg. In zijn laatste levensjaren hield hij zich bezig met alchemie en geloofde hij in contact te staan met geesten. Ook had hij met veel geleerden briefcontact, bevorderde hij het schoolwezen en stichtte hij een munthuis. Ook bezorgde hij de stad Eisenberg bronwater door loden pijpen aan te leggen, die hij zelf in zijn laboratorium geproduceerd had. Kort voor zijn dood 
In april 1707 stierf Christiaan op 54-jarige leeftijd, met hoge schulden en zonder mannelijke nakomelingen na te laten. Ook zijn broers Hendrik van Saksen-Römhild en Albrecht van Saksen-Coburg waren zonder erfgenamen gestorven, waardoor er een erfstrijd ontstond tussen zijn vier overige broers en hun nakomelingen. Uiteindelijk ging Saksen-Eisenberg grotendeels naar het hertogdom Saksen-Gotha-Altenburg. 

## Huwelijken en nakomelingen
Op 13 februari 1677 huwde Christiaan met Christiane (1659-1679), dochter van hertog Christiaan I van Saksen-Merseburg. Ze kregen een dochter:
- Christina (1679-1722), huwde in 1699 met hertog Filips Ernst van Sleeswijk-Holstein-Sonderburg-Glücksburg

Op 9 februari 1681 huwde hij met zijn tweede echtgenote Sophia Maria (1661-1712), dochter van landgraaf Lodewijk VI van Hessen-Darmstadt. Dit huwelijk bleef kinderloos.